# Ryūjoseph Hashimura
Ryūjoseph Hashimura (japanisch 橋村 龍ジョセフ Hashimura Ryūjoseph; * 23. August 2000 in Fuchū) ist ein japanischer Fußballspieler.

## Karriere
Hashimura erlernte das Fußballspielen in der Jugendmannschaft von FC Machida Zelvia. Seinen ersten Vertrag unterschrieb er 2017 bei FC Machida Zelvia. Der Verein spielte in der zweithöchsten Liga des Landes, der J2 League. Im Februar 2019 wurde er an den Paraná STC ausgeliehen. Im Mai 2019 kehrte er zu Machida zurück.